# بارتولومي مونتالفو
بارتولومي مونتالفو (بالإسبانية: Bartolomé Montalvo)‏ هو رسام إسباني، ولد في 1769 في Sangarcía ‏ في إسبانيا، وتوفي في 11 أغسطس 1846 في مدريد في إسبانيا.